# 9號國道 (南非)

9號國道（N9）是南非一條幹線公路，北起北開普省的科爾斯伯格，縱貫南非中南部、南至喬治止。全長534公里。